# Фёдоров, Александр Сергеевич (самбист)

Могила на Северном кладбище Екатеринбурга

Александр Сергеевич Фёдоров (14 ноября 1945 — 22 мая 2006, Екатеринбург) — советский и российский самбист, неоднократный чемпион СССР, чемпион Европы и мира. Заслуженный мастер спорта СССР. Заслуженный тренер России. Судья международной категории.

## Биография
С юношеских лет имел проблемы с законом[прояснить] — сначала был в детской воспитательной колонии, а через два года попал в колонию строгого режима.
Отсидев срок, начал заниматься самбо в Свердловске в конце 1960-х годов.
Всю свою спортивную карьеру выступал за клуб «Уралмаш». Совмещал занятия спортом с работой в две смены в качестве токаря цеха № 42 на заводе «Уралмаш».
В 1972 году с помощью рабочих «Уралмашзавода» добился снятия судимости. Это позволило Фёдорову выехать на первый чемпионат мира по самбо в Тегеране (Иран), где он одержал уверенную победу. При этом, как выяснилось по возвращении в Свердловск, спортсмен выступал с травмой (внутримышечная гематома, трещины на шейках двух рёбер).
Спортсмен обладал неповторимой техникой и за время своих выступлений на ковре значительно разнообразил арсенал борьбы новыми приёмами.
Одновременно со званием заслуженного мастера спорта СССР получил звание ударника коммунистического труда.
После завершения спортивной карьеры работал тренером. Был главным тренером сборной Армянской ССР в 1970-х годах.
В 1990-х годах на базе уралмашевской школы самбо создал профессиональный клуб самбо и подростковый клуб «Рингс».

### Смерть
Похоронен на Северном кладбище Екатеринбурга.

## Память
С 2011 года в городе Верхняя Пышма проходят всероссийские командные турниры по самбо памяти Александра Сергеевича Фёдорова.

## Спортивные достижения
- чемпион мира (1973);
- чемпион Европы (1972);
- Чемпионат СССР по самбо 1970 года — ;
- Чемпионат СССР по самбо 1971 года — ;
- Чемпионат СССР по самбо 1972 года — ;
- Чемпионат СССР по самбо 1973 года — ;
- Чемпионат СССР по самбо 1976 года — ;
- Чемпионат СССР по самбо 1977 года — ;